# Route 134 (Nouveau-Brunswick)
Pour les articles homonymes, voir Route 134.

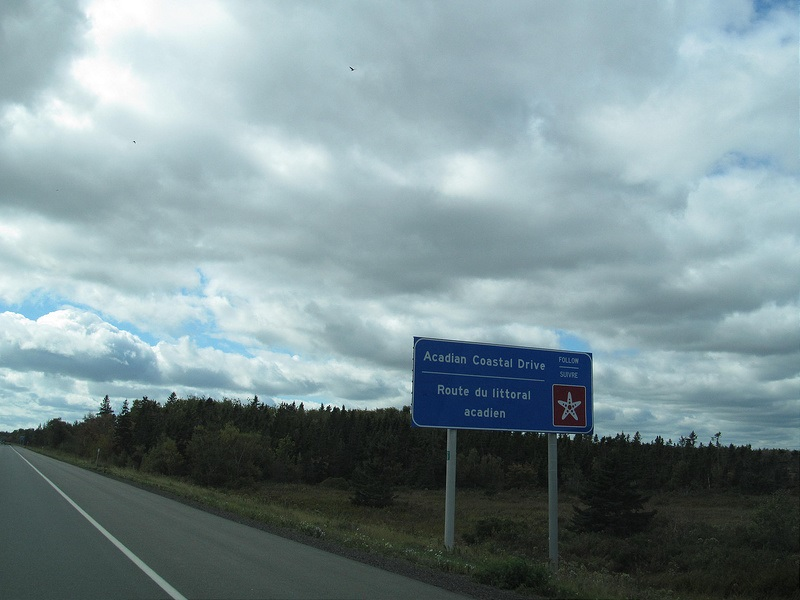
Route du littoral acadien.

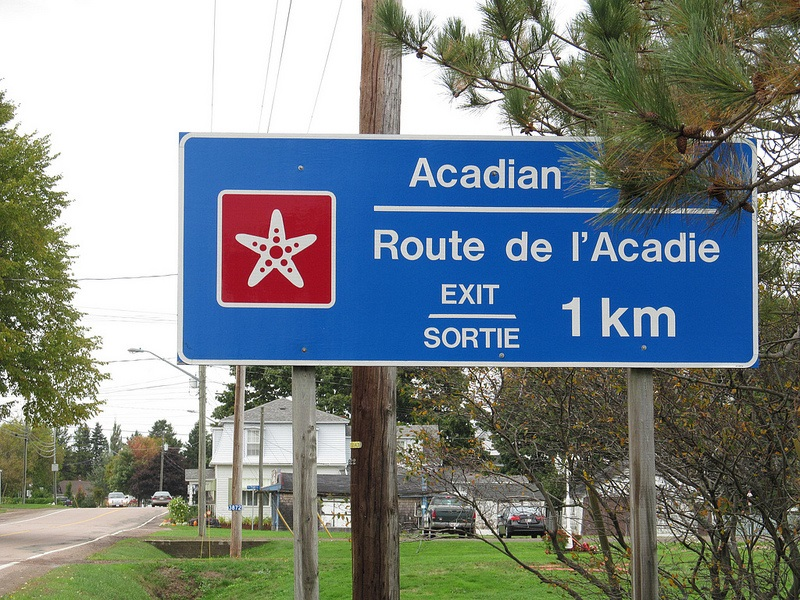
La route de l'Acadie.

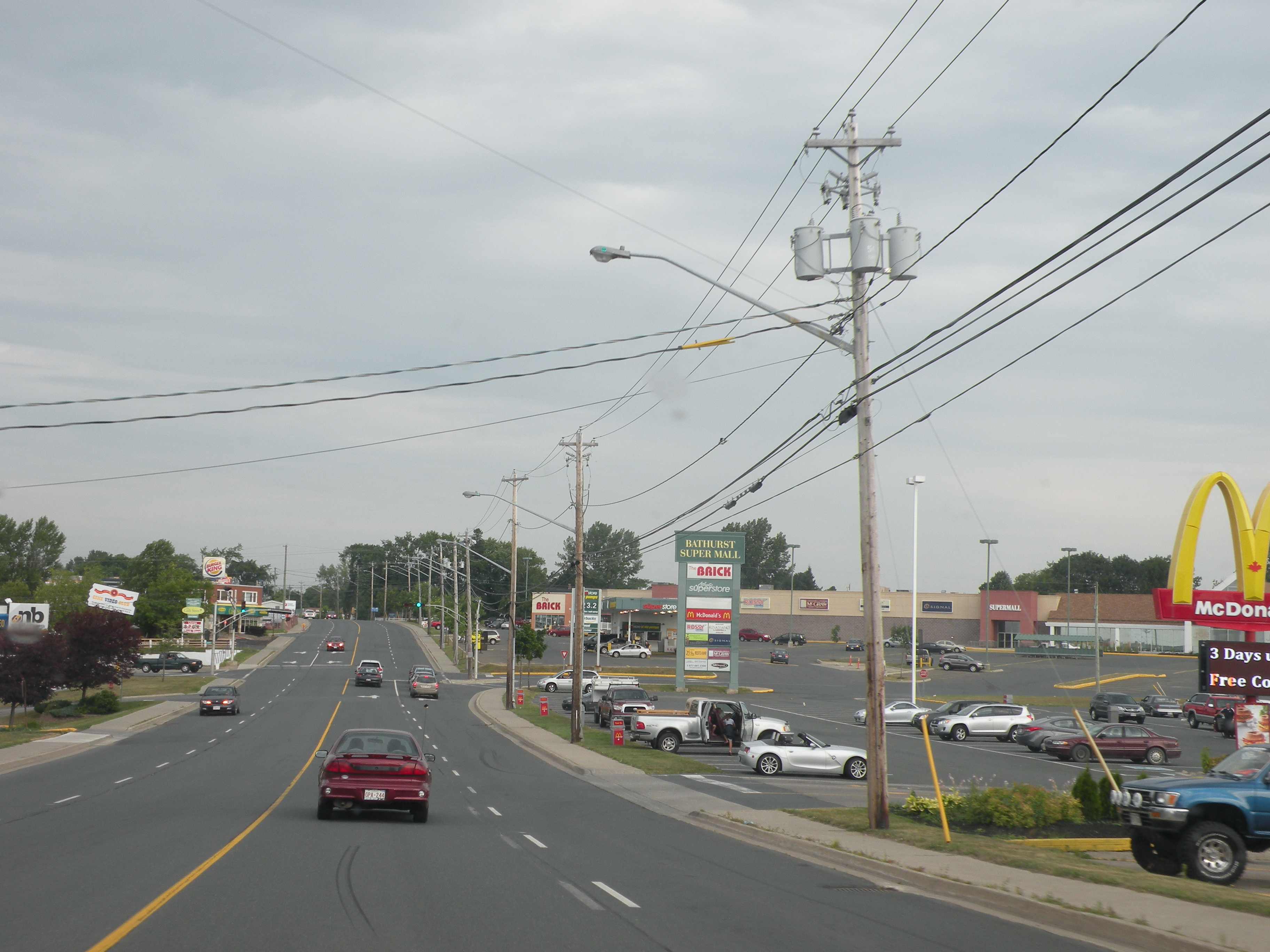
La route 134 à Bathurst.

La route 134 est la deuxième plus longue route secondaire au Nouveau-Brunswick après la route 105. Elle parcourt 261 km (162 mi) entre Moncton et Tide Head, à l'ouest de Campbellton.
Elle était autrefois la route 11 (avant les années 1980, dans la plupart des cas), sauf dans le cas de la section entre Bathurst et Allardville. De plus, la route 134 est sectionnée; elle n'existe pas entre Allardville et Kouchibouguac. La route 134 est connue sous le nom de Route panoramique du littoral acadien.
De façon générale, la route 134 suit la côte est du Nouveau-Brunswick, traversant de nombreux villages acadiens, en plus d'être la rue principale de Bathurst et de Campbellton.

## Description du tracé
La route 134 est séparée en 2 sections distinctes:

### Moncton à Kouchibouguac
La première section de la route 134 débute au nord du centre-ville de Moncton, à sa jonction avec la route 15, aussi appelé boulevard Wheeler. La route 134 se dirige d'abord vers le nord-est pendant en étant parallèle à la route 15. Elle croise notamment la route 2 (Route Transcanadienne) et la route 11 dans cette section. Elle atteint la ville de Shédiac.
Au nord de Shédiac, à sa jonction avec la route 133, elle bifurque vers le nord-ouest, et ce, pour le reste de la première section, en plus d'être toujours parallèle à la route 11. De Shédiac Cape à Shediac Bridge, elle suit la côte du détroit de Northumberland, puis elle se sépare de la côte jusqu'à Cocagne, où elle traverse la rivière Cocagne. Elle se détache ensuite à nouveau de la rive pendant 13 km (8,1 mi), jusqu'à Bouctouche, ville qu'elle traverse en étant nommée la rue Acadie et la rue Évangéline. Par la suite, la route 134 suit de très près la route 11, qu'elle croise à deux reprises, en se séparant de la côte à nouveau.
Elle traverse ensuite Rexton et Richibouctou, en traversant la rivière du même nom, puis elle suit ensuite le Parc national de Kouchibouguac. Après avoir traversé Saint-Louis-de-Kent, elle croise la route 117, puis la route 11 à Kouchibouguac, où la première section de la route 134 prend fin. La deuxième section débute environ 80 km (50 mi) au nord.

### Jeanne-Mance à Tide Head

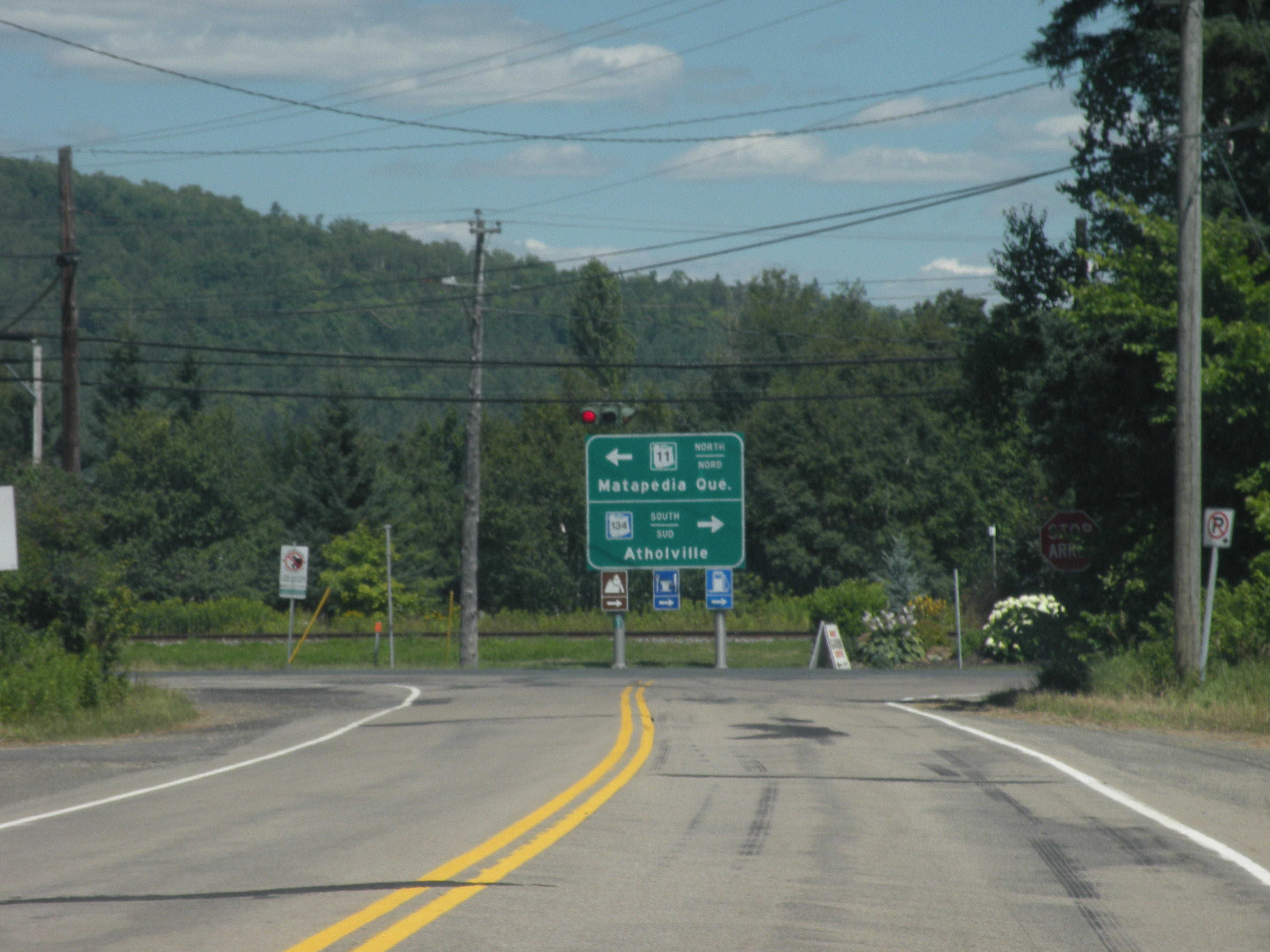
Terminus nord de la route 134 à Tide Head.

La deuxième section de la route 134 débute à Jeanne-Mance, à sa jonction avec la route 8. Elle est d'abord parallèle à la route 8 sur 32 km (20 mi), en traversant notamment Allardville, puis elle croise à nouveau la route 11 alors qu'elle atteint Bathurst.
La route 134 traverse complètement Bathurst en empruntant les rues Miramichi, King et Saint-Pierre, les trois rues principales de la ville.
Après Bathurst, la route continue  vers le nord en suivant la côte de la baie des Chaleurs pendant plus de 150 km (93 mi). De Bathurst à Belledune, elle a une orientation nord-sud, tandis qu'après Belledune, elle a une orientation est-ouest. Elle est nommée rue Principale dans la plupart des villages acadiens qu'elle traverse, soit Beresford, Nigadoo, Petit-Rocher, Pointe-Verte, Belledune et Charlo.
La route 134 suit ensuite la baie Eel, la menant à Dalhousie, ville qu'elle traverse en étant l'artère principale encore une fois. C'est 24 km (15 mi) plus loin qu'elle arrive à Campbellton, en étant d'abord nommée rue Vanier, puis rue Roseberry et rue Notre-Dame. Elle suit la rivière Ristigouche pour le reste de son parcours à l'ouest de Campbellton. Après avoir traversé Atholville, ville jumelle de Campbellton, la route 134 croise la route 11 à Tide Head, où elle prend fin, après avoir traversé la majorité de la région acadienne du Nouveau-Brunswick.

## Histoire
La route 134 suit le tracé des anciennes routes 8 et 11 pour la plupart de son parcours. La route 134 fait sa première apparition en 1972, alors que le tronçon entre Moncton et Shédiac à quatre voies séparées fut ouvert à la circulation (actuelle route 15). Plusieurs nouveaux tronçons de la route 134 apparurent entre le milieu des années 1970 et la fin des années 1990 alors que de nouvelles sections des routes 8 et 11 ouvrirent progressivement à la circulation.
Cependant, un segment de la route 11 entre Kouchibouguac et Miramichi ainsi qu'un segment de la route 8 entre Miramichi et Jeanne-Mance ne furent jamais reconstruits et améliorés. Ainsi, la route 134 demeure incomplète dans ce secteur.
En 1996, une section de la route 134 a dû être détournée dans les environs de Belledune alors qu'une nouvelle usine et centrale électrique furent construites.

## Intersections majeures
| Comté                                 | Ville                | km     | Destinations                                                              | Notes                                                  |
| ------------------------------------- | -------------------- | ------ | ------------------------------------------------------------------------- | ------------------------------------------------------ |
| Westmorland                           | Moncton              | 0,00   | NB-106 (Rue Main)                                                         |                                                        |
| Westmorland                           | Moncton              | 0,70   | NB-126 (Chemin Mountain)                                                  |                                                        |
| Westmorland                           | Moncton              | 1,20   | NB-15 (Boulevard Wheeler)                                                 |                                                        |
| Westmorland                           | Moncton              | 1,60   | NB-115 nord (Promenade Elmwood)                                           | Terminus sud de la NB-115                              |
| Westmorland                           | Moncton              | 8,00   | NB-2 – Saint-Jean, Fredericton, Sackville                                 | Sortie 465 de la NB-2                                  |
| Westmorland                           | Shédiac Bridge       | 23,00  | NB-11 – Miramichi, Moncton                                                | Sortie 2 de la NB-11                                   |
| Westmorland                           | Shédiac Bridge       | 23,90  | NB-133 est – Shédiac                                                      | Terminus ouest de la NB-133                            |
| Westmorland                           | Shédiac Bridge       | 29,30  | Chemin Viaduc vers NB-11                                                  |                                                        |
| Kent                                  | Shédiac Bridge       | 29,60  | NB-530 nord – Grande-Digue, Cap-des-Caissie                               | Terminus sud de la NB-530                              |
| Kent                                  | Cocagne              | 35,60  | NB-530 sud – Cap-de-Cocagne                                               | Terminus nord de la NB-530                             |
| Kent                                  | Cocagne              | 36,40  | Traverse la rivière Cocagne                                               | Traverse la rivière Cocagne                            |
| Kent                                  | Cocagne              | 36,80  | NB-535 – Notre-Dame, Saint-Thomas                                         |                                                        |
| Kent                                  | Bouctouche           | 50,00  | NB-115 sud vers NB-11 – McKees Mills                                      | Terminus nord de la NB-115                             |
| Kent                                  | Bouctouche           | 50,90  | NB-535 sud – Saint-Thomas                                                 | Terminus nord de la NB-535                             |
| Kent                                  | Bouctouche           | 54,00  | Traverse la rivière Bouctouche                                            | Traverse la rivière Bouctouche                         |
| Kent                                  | Bouctouche           | 54,30  | NB-515 ouest (Boulevard Irving)                                           | Terminus est de la NB-515                              |
| Kent                                  | Bouctouche           | 54,50  | NB-475 nord – Baie-de-Bouctouche                                          | Terminus sud de la NB-475                              |
| Kent                                  | Saint-Pierre-de-Kent | 58,40  | NB-11 – Miramichi, Moncton                                                | Sortie 36 de la NB-11                                  |
| Kent                                  | Sainte-Anne-de-Kent  | 65,00  | NB-475 sud / NB-505 nord – Cap-Lumière, Saint-Édouard                     | Terminus nord de la NB-475; terminus sud de la NB-505  |
| Kent                                  | Sainte-Anne-de-Kent  | 65,30  | Chemin Grattan vers NB-11                                                 |                                                        |
| Kent                                  | Rexton               | 76,10  | NB-11 – Miramichi, Moncton                                                | Sortie 53 de la NB-11                                  |
| Kent                                  | Rexton               | 77,70  | NB-495 sud / NB-505 sud – South Branch, Richibouctou-Village, Cap-Lumière | Terminus nord de la NB-475; terminus nord de la NB-505 |
| Kent                                  | Rexton               | 78,60  | Traverse la rivière Richibouctou                                          | Traverse la rivière Richibouctou                       |
| Kent                                  | Rexton               | 79,00  | NB-116 ouest – Elsipogtog, Harcourt                                       | Terminus est de la NB-116                              |
| Kent                                  | Richibouctou         | 81,40  | NB-11 – Miramichi, Moncton                                                | Sortie 57 de la NB-11                                  |
| Kent                                  | Aldouane             | 89,20  | Chemin Saint-Charles vers NB-11                                           |                                                        |
| Kent                                  | Saint-Louis-de-Kent  | 94,50  | Rue Beauséjour vers NB-11                                                 |                                                        |
| Kent                                  | Saint-Louis-de-Kent  | 99,80  | NB-117 vers NB-11 – Pointe-Sapin, Acadieville                             |                                                        |
| Kent                                  | Kouchibouguac        | 102,90 | NB-11 – Miramichi, Moncton                                                | Intersection à niveau; terminus nord de la section sud |
| Segment manquant de 82,8 km (51,4 mi) |                      |        |                                                                           |                                                        |
| Gloucester                            | Jeanne-Mance         | 185,60 | NB-8 – Bathurst, Miramichi                                                | Intersection à niveau; terminus sud de la section nord |
| Gloucester                            | Allardville          | 199,70 | NB-160 vers NB-8 – Tracadie-Sheila                                        |                                                        |
| Gloucester                            | Bathurst             | 217,00 | NB-11 vers NB-8 – Caraquet, Campbellton, Miramichi                        | Sortie 300 de la NB-11                                 |
| Gloucester                            | Bathurst             | 224,40 | NB-180 ouest (Boulevard Vanier) vers NB‑11                                | Terminus est de la NB-180                              |
| Gloucester                            | Beresford            | 232,70 | Rue Acadie vers NB-11                                                     |                                                        |
| Gloucester                            | Nigadoo              | 235,90 | Rue du Moulin vers NB-11                                                  |                                                        |
| Gloucester                            | Petit-Rocher         | 240,70 | NB-315 sud (Rue Laplante) vers NB‑11                                      | Terminus nord de la NB-315                             |
| Restigouche                           | Belledune            | 259,50 | Chemin Turgeon vers NB-11                                                 |                                                        |
| Restigouche                           | Belledune            | 271,60 | Promenade Jacquet River vers NB-11                                        |                                                        |
| Restigouche                           | Nash Creek           | 278,20 | Chemin Hayes vers NB-11                                                   |                                                        |
| Restigouche                           | Charlo               | 296,70 | Rue Macpherson vers NB-11                                                 |                                                        |
| Restigouche                           | Charlo               | 302,20 | Chemin Craig vers NB-11                                                   |                                                        |
| Restigouche                           | Charlo               | 303,20 | NB-280 ouest – Eel River Crossing                                         | Terminus est de la NB-280                              |
| Restigouche                           | Dalhousie            | 307,20 | NB-275 ouest vers NB-11 – Eel River Crossing                              | Terminus est de la NB-275                              |
| Restigouche                           | Dalhousie Junction   | 318,70 | Chemin Blair Malcolm vers NB-11                                           |                                                        |
| Restigouche                           | McLeods              | 324,70 | NB-280 est vers NB-11 – Dundee                                            | Terminus ouest de la NB-280                            |
| Restigouche                           | Campbellton          | 332,80 | Prmoenade des Religieuses Hospitalières de Saint-Joseph vers NB-11        |                                                        |
| Restigouche                           | Campbellton          | 335,20 | Rue Subway – Pointe-à-la-Croix                                            | Vers le Pont J.C. Van Horne                            |
| Restigouche                           | Tide Head            | 343,50 | NB-11 vers NB-17 – Saint-Léonard, Matapédia, Qué                          | La NB-134 nord devient la NB-11 nord                   |
| - Transition de route                 |                      |        |                                                                           |                                                        |